# Justus Scharowsky
Justus Scharowsky, född den 13 augusti 1980 i Starnberg, Tyskland, är en tysk landhockeyspelare.
Han tog OS-brons i herrarnas landhockeyturnering i samband med de olympiska landhockeytävlingarna 2004 i Aten.